# Liste der Orte in der kreisfreien Stadt Kaufbeuren
Die Liste der Orte in der kreisfreien Stadt Kaufbeuren listet die amtlich benannten Gemeindeteile (Hauptorte, Kirchdörfer, Pfarrdörfer, Dörfer, Weiler und Einöden) in der kreisfreien Stadt Kaufbeuren auf.

## Systematische Liste
Die kreisfreie Stadt Kaufbeuren Kaufbeuren mit den zugehörigen Orten (9 Gemeindeteilen):
- Der Hauptort Kaufbeuren;
- der Stadtteil Kaufbeuren-Neugablonz;
- das Pfarrdorf Oberbeuren;
- die Kirchdörfer Hirschzell und Kleinkemnat;
- die Dörfer Großkemnat, Märzisried und Ölmühlhang;
- die Siedlung Sankt Cosmas.

## Alphabetische Liste
- Großkemnat
- Hirschzell
- Kaufbeuren
- Kleinkemnat
- Märzisried
- Neugablonz
- Oberbeuren
- Ölmühlhang
- Sankt Cosmas